# Massimo Krogh
Massimo Krogh (Napoli, 3 gennaio 1931) è un avvocato italiano.

## Biografia
Figlio di Emilio Vittorio Krogh e Lucia Pepe dei Marchesi di Castel San Giovanni, ha iniziato la carriera in magistratura nel 1958, prima presso la Procura di Napoli quindi presso l'Ufficio Studi della Corte di cassazione. Nel 1982 si è dimesso da magistrato e ha iniziato l'attività di avvocato, facendosi conoscere come un valente avvocato cassazionista penalista.
Ha assistito personaggi eccellenti: Sophia Loren nel procedimento penale relativo alla confisca della collezione di quadri Ponti-Loren, di inestimabile valore, ottenendone la restituzione all'attrice; la famiglia Orlandi, impegnandosi per oltre vent'anni nella travagliata vicenda del rapimento di Emanuela Orlandi; la Cecchi Gori Group; il gruppo De Benedetti; Pierangelo Daccò, Marcello Dell'Utri e Sergio Marchionne.
Ha difeso ai tempi di Tangentopoli Giulio Di Donato, il numero due del Partito Socialista dopo Bettino Craxi, poi l'ex sindaco di Napoli Antonio Bassolino, di cui ottenne l'assoluzione nel processo sui rifiuti di Napoli, e Antonio Giraudo nel cosiddetto processo Calciopoli. È stato anche legale di Renzo Arbore, dei presidenti calcistici Maurizio Zamparini e Sergio Cragnotti ed è impegnato nel processo sulla trattativa Stato-mafia a Palermo in difesa dell'ex ministro e senatore Nicola Mancino. Assiste, inoltre, la Fondazione Alberto Sordi.
Ha difeso Maurizio Gucci, assassinato poi nel 1995 su mandato della ex moglie Patrizia Reggiani. Krogh lo fece assolvere in Cassazione nel novembre 1988 dall'accusa di aver apposto false girate ad azioni ereditate dal padre e, grazie a questa vittoria giudiziaria, l'industriale tornò ai vertici del gruppo. Nel 1996 ha assunto la difesa di Gioia Scola, attrice all'apice della notorietà, che venne indagata nell'ambito di una grossa inchiesta di traffico internazionale di stupefacenti tra Napoli e Roma e in cui erano coinvolti altri noti personaggi pubblici come Paolo Berlusconi e Giovanni Goria. La Scola fu arrestata ma venne poi assolta con formula piena nel 2007 dopo undici anni di travagliato giudizio nei tribunali prima di Napoli e poi di Roma.
Ha assistito importanti società internazionali come la Philip Morris, la Brystol Mayers e la Schering Plough.
L'avvocato Krogh collabora con molti quotidiani nazionali, quali il Corriere del Mezzogiorno, La Stampa, Libero, La Repubblica, Il Mattino, con articoli in materia penale, in particolare sulla riforma della giustizia, raccolti nel volume Giustizia senza identità - Vent'anni di scritti, pensieri, idee e riflessioni di un penalista napoletano, pubblicato nel 2017 dalle Edizioni Scientifiche Italiane, a cura e con la prefazione dello scrittore e giornalista Andrea Jelardi.
È docente presso la Scuola di Specializzazione post lauream per le professioni legali dell'Università degli Studi Suor Orsola Benincasa di Napoli.
Nel 2014 e nel 2015 alla sua attività forense e al suo studio legale è stato assegnato il Premio Internazionale Le Fonti, quale “miglior penalista italiano per il contenzioso penale”. Nell'ottobre 2015 è stato insignito a Londra del Premio "Lawyer of the year" per l'Italia.
| Controllo di autorità | VIAF (EN) 2150686387912540446 · GND (DE) 1140463888 |